# Englische Cricket-Nationalmannschaft in den West Indies in der Saison 2003/04
Die Tour der englischen Cricket-Nationalmannschaft in die West Indies in der Saison 2003/04 fand vom 11. März bis zum 5. Mai 2004 statt. Die internationale Cricket-Tour war Bestandteil der Internationalen Cricket-Saison 2003/04 und umfasste drei Tests und sieben ODIs. England gewann die Test-Serie 3–0, während die ODI-Serie 3–3 unentschieden endete.

## Vorgeschichte
Die West Indies spielten zuvor eine Tour in Südafrika, England in Sri Lanka.
Das letzte Aufeinandertreffen der beiden Mannschaften bei einer Tour fand in der Saison 2000 in England statt.

## Stadien
Die folgenden Stadien wurden für die Tour als Austragungsort vorgesehen und am 25. Februar 2003 bekanntgegeben.
| Stadt         | Land                | Stadion                   | Kapazität | Spiele               |
| ------------- | ------------------- | ------------------------- | --------- | -------------------- |
| Bridgetown    | Barbados            | Kensington Oval           | 11.000    | 3. Test; 7. ODI      |
| Georgetown    | Guyana              | Bourda Cricket Ground     | 25.000    | 1. ODI               |
| Gros Islet    | Saint Lucia         | Beausejour Stadium        | 20.000    | 5. & 6. ODI          |
| Kingston      | Jamaika             | Sabina Park               | 20.000    | 1. Test              |
| Port of Spain | Trinidad und Tobago | Queen’s Park Oval         | 25.000    | 2. Test; 2. & 3. ODI |
| St. George’s  | Grenada             | Grenada National Stadium  | 20.000    | 4. ODI               |
| St. John’s    | Antigua und Barbuda | Antigua Recreation Ground | 12.000    | 4. Test              |

## Kaderlisten
England benannte seine Kader am 7. Januar 2004.
Die West Indies benannten ihren Test-Kader am 8. März und ihren ODI-Kader am 13. April 2004.
| Test | Test | ODI | ODI |
| West Indies | England | West Indies | England |
| --- | --- | --- | --- |
| - Brian Lara (K) - Tino Best - Shivnarine Chanderpaul - Pedro Collins - Corey Collymore - Fidel Edwards - Daren Ganga - Chris Gayle - Ryan Hinds - Ridley Jacobs (wk) - Ricardo Powell - Adam Sanford - Ramnaresh Sarwan - Devon Smith - Dwayne Smith | - Michael Vaughan (K) - Gareth Batty - Mark Butcher - Andrew Flinthoff - Ashley Giles - Stephen Harmison - Matthew Hoggard - Nasser Hussain - Geraint Jones (wk) - Simon Jones - Chris Read (wk) - Graham Thorpe - Marcus Trescothick | - Ramnaresh Sarwan (K) - Brian Lara - Ian Bradshaw - Dwayne Bravo - Shivnarine Chanderpaul - Corey Collymore - Mervyn Dillon - Chris Gayle - Ridley Jacobs (wk) - Sylvester Joseph - Ricardo Powell - Ravi Rampaul - Dwayne Smith | - Michael Vaughan (K) - James Anderson - Gareth Batty - Ian Blackwell - Rikki Clarke - Paul Collingwood - Andrew Flinthoff - Darren Gough - Stephen Harmison - James Kirtley - Chris Read (wk) - Andrew Strauss - Marcus Trescothick |

## Tour Matches
| 1. – 3. März Scorecard | Kingston | England XI 320 (78.1) & 259-6d (60.3) | – | Jamaika 281 (85.2) & 106-6 (36) |
|                        |          | Remis                                 |   |                                 |

| 5. – 6. März Scorecard | Kingston | University of West Indies Vice Chancellor’s XI 119 (51.2) & 70 (24) | – | England XI 274 (79) |
|                        |          | England XI gewinnt mit einem Innings und 85 Runs                    |   |                     |

| 26. – 28. März Scorecard | Bridgetown | Carib Beer XI 129 (48.2) & 229 (78.1) | – | England XI 347 (102) & 13-2 (2.4) |
|                          |            | England XI gewinnt mit 8 Wickets      |   |                                   |

## Tests

### Erster Test in Kingston
| 11. – 14. März Scorecard | Kingston | West Indies 311 (86.4) & 47 (25.3) | – | England 339 (103.2) & 20-0 (2.3) |
|                          |          | England gewinnt mit 10 Wickets     |   |                                  |

### Zweiter Test in Port of Spain
| 19. – 23. März Scorecard | Port of Spain | West Indies 208 (60.1) & 209 (67) | – | England 319 (133.5) & 99-3 (15) |
|                          |               | England gewinnt mit 7 Wickets     |   |                                 |

Der west-indische Kapitän Brian Lara wurde auf Grund von offenen zeigens von Unzufriedenheit mit einer Geldstrafe belegt, ebenso wie der Engländer Simon Jones, der sich mit dem west-indie Ramnaresh Sarwan auf dem Feld gestritten hatte.

### Dritter Test in Bridgetown
| 1. – 3. April Scorecard | Bridgetown | West Indies 224 (75.2) & 94 (42.1) | – | England 226 (90) & 93-2 (20) |
|                         |            | England gewinnt mit 8 Wickets      |   |                              |

### Vierter Test in St. John’s
| 10. – 14. April Scorecard | St. John’s | West Indies 751 (202) | – | England 285 (99) & 422-5 (137) (f/o) |
|                           |            | Remis                 |   |                                      |

## One-Day Internationals

### Erstes ODI in Georgetown
| 18. April Scorecard | Georgetown | West Indies 156-5 (30/30)     | – | England 157-8 (29.3/30) |
|                     |            | England gewinnt mit 2 Wickets |   |                         |

### Zweites ODI in Port of Spain
| 24. April Scorecard | Port of Spain | West Indies 57-2 (16/46) | – | England |
|                     |               | No Result                |   |         |

### Drittes ODI in Port of Spain
| 25. April Scorecard | Port of Spain | West Indies | – | England |
|                     |               | Abgesagt    |   |         |

### Viertes ODI in St. George’s
| 28. April Scorecard | St. George’s | West Indies | – | England |
|                     |              | Abgesagt    |   |         |

### Fünftes ODI in Gros Islet
| 1. Mai Scorecard | Gros Islet | West Indies 281-8 (50)            | – | England 284-5 (48) |
|                  |            | West indies gewinnt mit 5 Wickets |   |                    |

### Sechstes ODI in Gros Islet
| 2. Mai Scorecard | Gros Islet | England 280-8 (50)                | – | West Indies 282-6 (47.1) |
|                  |            | West Indies gewinnt mit 4 Wickets |   |                          |

### Siebtes ODI in Bridgetown
| 5. Mai Scorecard | Bridgetown | West Indies 261-6 (50)        | – | England 262-5 (47.2) |
|                  |            | England gewinnt mit 5 Wickets |   |                      |

## Statistiken
Die folgenden Cricketstatistiken wurden bei dieser Tour erzielt.
| Tests           | Tests       | Tests   | Tests   | Tests   | Tests   | Tests   | Tests   | Tests   |
| Batting         | Batting     | Batting | Batting | Batting | Batting | Batting | Batting | Batting |
| Spieler         | Mannschaft  | Spiele  | Innings | Runs    | Average | HS      | 100s    | 50s     |
| --------------- | ----------- | ------- | ------- | ------- | ------- | ------- | ------- | ------- |
| Brian Lara      | West Indies | 4       | 7       | 500     | 83,33   | 400*    | 1       | 0       |
| Mark Butcher    | England     | 4       | 7       | 296     | 59,20   | 61      | 0       | 4       |
| Ridley Jacobs   | West Indies | 4       | 7       | 277     | 46,16   | 107*    | 1       | 1       |
| Graham Thorpe   | England     | 4       | 7       | 274     | 91,33   | 119*    | 1       | 1       |
| Michael Vaughan | England     | 4       | 8       | 245     | 35,00   | 140     | 1       | 0       |
| Bowling         |             |         |         |         |         |         |         |         |
| Spieler         | Mannschaft  | Spiele  | Overs   | Wickets | Average | BBI     | 5W      | 10W     |
| Steve Harmison  | England     | 4       | 139.5   | 23      | 14,86   | 7/12    | 2       | 0       |
| Matthew Hoggard | England     | 4       | 106.4   | 13      | 25,07   | 4/35    | 0       | 0       |
| Tino Best       | West Indies | 4       | 96      | 12      | 25,08   | 3/37    | 0       | 0       |
| Pedro Collins   | West Indies | 3       | 94      | 11      | 25,63   | 4/71    | 0       | 0       |
| Andrew Flintoff | England     | 4       | 102.2   | 11      | 27,00   | 5/58    | 1       | 0       |
| Simon Jones     | England     | 4       | 94      | 11      | 34,00   | 5/57    | 1       | 0       |

| ODIs                   | ODIs        | ODIs    | ODIs    | ODIs    | ODIs    | ODIs    | ODIs    | ODIs    |
| Batting                | Batting     | Batting | Batting | Batting | Batting | Batting | Batting | Batting |
| Spieler                | Mannschaft  | Spiele  | Innings | Runs    | Average | HS      | 100s    | 50s     |
| ---------------------- | ----------- | ------- | ------- | ------- | ------- | ------- | ------- | ------- |
| Marcus Trescothick     | England     | 5       | 4       | 267     | 66,75   | 130     | 1       | 1       |
| Ramnaresh Sarwan       | West Indies | 5       | 5       | 216     | 108,00  | 104*    | 1       | 1       |
| Shivnarine Chanderpaul | West Indies | 5       | 5       | 193     | 38,60   | 84      | 0       | 2       |
| Andrew Strauss         | England     | 5       | 4       | 172     | 43,00   | 67      | 0       | 2       |
| Andrew Flintoff        | England     | 5       | 4       | 121     | 30,25   | 59      | 0       | 1       |
| Bowling                |             |         |         |         |         |         |         |         |
| Spieler                | Mannschaft  | Spiele  | Overs   | Wickets | Average | BBI     | 5W      | 10W     |
| Chris Gayle            | West Indies | 5       | 32.3    | 7       | 17,14   | 3/20    | 0       | 0       |
| Andrew Flintoff        | England     | 5       | 35      | 5       | 31,20   | 2/22    | 0       | 0       |
| Ian Bradshaw           | West Indies | 3       | 30      | 5       | 33,00   | 2/46    | 0       | 0       |
| Dwayne Bravo           | West Indies | 5       | 19      | 4       | 28,25   | 2/31    | 0       | 0       |
| James Anderson         | England     | 4       | 25      | 4       | 37,00   | 2/66    | 0       | 0       |
| Ravi Rampaul           | West Indies | 5       | 27      | 4       | 41,50   | 1/32    | 0       | 0       |
| Darren Gough           | England     | 5       | 38.1    | 4       | 49,75   | 2/22    | 0       | 0       |
| Steve Harmison         | England     | 5       | 43      | 4       | 56,75   | 1/16    | 0       | 0       |

## Player of the Series
Als Player of the Series wurden die folgenden Spieler ausgezeichnet.
| Serie | Player of the Series |
| ----- | -------------------- |
| Test  | Steve Harmison       |
| ODI   | Marcus Trescothick   |

### Player of the Match
Als Player of the Match wurden die folgenden Spieler ausgezeichnet.
| Spiel   | Player of the Match    |
| ------- | ---------------------- |
| 1. Test | Steve Harmison         |
| 2. Test | Steve Harmison         |
| 3. Test | Graham Thorpe          |
| 4. Test | Brian Lara             |
| 1. ODI  | Chris Read             |
| 5. ODI  | Ramnaresh Sarwan       |
| 6. ODI  | Shivnarine Chanderpaul |
| 7. ODI  | Marcus Trescothick     |